# Muhammadjon Shakuri
Muhammad-Jon Shakuri (en persa: محمدجان شکوری‎) (febrero de 1925, Bukhara - 16 de septiembre de 2012, Dusambé), también conocido como Shukurov fue un destacado intelectual tayiko y una de las notables figuras literarias persas del siglo XX.
Entre sus principales obras está un diccionario Tajiki Pérsico. También tuvo un papel importante en la preservación de la identidad de Tayikistán.

## Premios y honores
- Premio a la figura eterna de Irán (2005)
- Miembro permanente de la Academia de la Lengua y la Literatura Persa (1996)
- Miembro permanente de la Academia de Ciencias de Tayikistán